# Parzival
Parzival è uno dei maggiori poemi epici medievali attribuito al poeta tedesco Wolfram von Eschenbach. Si tratta del primo Bildungsroman (romanzo di formazione), che narra le avventure di Parzival o Parsifal, alla ricerca di una umanità interiore migliore, superiore in qualità agli ideali di vita cortese che i cavalieri dell'epoca seguivano.
L'opera è composta da 16 libri, divisi in 827 stanze o strofe da 30 versi di distici in rima baciata, per un totale di quasi 25 000 versi.

## Fonti
Nel libro VIII, viene menzionata dall'autore la fonte dell'opera:
(Libro VIII, 416, 21-27)
L'autore torna a parlare di questo Kiot nel libro IX, quando sia il Narratore che Trevrizent arriveranno al momento di raccontare la storia del Graal.
La critica moderna dimostra che la fonte d'ispirazione primaria del poema è in realtà l'incompiuto Perceval o il racconto del Graal (Le Roman de Perceval ou le conte du Graal) scritto da Chrétien de Troyes tra il 1175 e il 1190.

## Trama

### Riassunto
Il poema racconta la storia di Parsifal: la madre Herzeloyde, dopo la morte del padre Gahmuret, ha allevato in solitudine nella foresta perché crescesse lontano dalla pericolosa vita delle armi. L'incontro con quattro cavalieri dalla meravigliosa armatura annulla però i disegni della madre; il giovane è preso dal gusto dell'avventura e si reca alla corte di re Artù, riceve l'investitura uccidendo il Cavaliere Rosso e viene iniziato dal vecchio Gurnemanz all'educazione cortese e cavalleresca; e quindi grazie al suo coraggio ottiene in sposa la bella Condwiramurs.
Giungendo durante le peregrinazioni al castello del Graal, dove il re ferito attende un cavaliere che lo guarisca semplicemente chiedendogli la ragione della sua infermità, Parsifal non pone la domanda al re, perdendo la possibilità di risanare il re del Graal e quindi di succedergli sul trono. Dopo aver riportato onorevoli vittorie in duelli cavallereschi e battaglie, torna alla corte di re Artù per essere ammesso alla Tavola Rotonda, ma quando Cundrie, la messaggera del Graal, lo accusa dell'errore commesso presso il castello del Graal, Parsifal, umiliato e in preda allo scoramento, vaga senza meta per quattro anni e mezzo. Incontrando lo zio eremita Trevrizent acquisisce consapevolezza delle sue colpe e viene convertito. Così riscattato, tornerà infine al castello del Graal dove rivolgerà ad Anfortas la fatale domanda. Anfortas guarirà, e Parsifal ricongiunto ai figli e alla moglie gli succederà quale re del Graal.
Altro personaggio centrale del romanzo è Gawan, cavaliere di Re Artù anch'egli, che vive tutta una serie di amori e avventure che si intrecciano alla trama del racconto.

### Libri I-II

#### Prologo
La storia parte da Gahmuret, che sarà il padre di Parsifal; a seguito della morte del padre: Gandin d'Angiò, diviene re il fratello maggiore di Gahmuret. Quest'ultimo, privato dell'eredità, nonostante le offerte del fratello, animato da uno spirito avventuriero, abbandona la patria e si fa cavaliere di ventura finendo al servizio del sovrano più insigne del mondo: Baruc Califfo di Baghdad. In seguito Gahmuret giunge a causa di una tempesta nel regno di Zazamanc, in soccorso alla regina mora Belakane assediata da un esercito formato dagli uomini di Azagouc, intenti a vendicare la morte del loro sovrano Isenhart di cui accusano la povera regina e da uomini alleati di altre nazioni, guidati da re Fridebrant di Scozia; gli aggressori vengono respinti da Gahmuret e la regina si concede al liberatore con cui concepisce un figlio, Feirefiz, dalla pelle a macchie bianche e nere come la gazza.
Libro I: Gahmuret fugge in cerca di nuove battaglie, abbandonando la sposa e tornando in Occidente: dove apprende dal cugino Kaylet che i cavalieri della cristianità sono convocati a Kanvoleis in Galles dalla regina Herzeloide, per un torneo in cui è in palio la mano della regina stessa. Alla sera della vigilia del torneo, Gahmuret sbaraglia tutti gli avversari vincendo il torneo, ma accetta forzatamente il matrimonio. Perciò, dopo un periodo di amore appassionato in cui gli sposi concepiscono un figlio, accorrendo a Baghdad in difesa del Califfo, Gahmuret viene colpito a morte. Nel frattempo Herzeloide vede in sogno un essere mostruoso che le squarcia il petto mentre partorisce il figlio postumo di Gahmuret (così termina il libro II).

### Libro III

#### L'Infanzia di Parsifal
Per timore che il figlio diventi cavaliere e patisca le sciagure del padre, Herzeloide si rifugia con lui nel bosco di Soltane, proteggendolo nella totale ignoranza di sé e del mondo, negandogli persino un nome, e consentendogli solo la caccia con il giavellotto (arma volgare interdetta ai cavalieri). Tuttavia, per una successione di eventi accidentali il fanciullo finisce per incontrare un giorno quattro cavalieri in armatura che egli scambia per divinità; incantato dall'incontro decide di recarsi alla corte di Artù e ricevere l'investitura. Herzeloyde si dispera, ma non volendo contrastare esplicitamente il figlio, decide di vestirlo con gli abiti che al tempo erano indossati dai pazzi (nel medioevo si codificano le vesti di chi è dentro e fuori dal mondo), nella speranza che respinto dalla società il ragazzo potesse far ritorno da lei. Ma vedendo il figlio cavalcare via, le si spezza il cuore e crolla a terra morta.

#### Viaggio verso la corte di Re Artù
La via percorsa dal ragazzo incosciente del mondo e "pazzo" è segnata da diversi incontri dove Parsifal dimostra la propria ridicola ottusità.
Il primo incontro è con Jeschute, sposa del duca Orilus, alla quale il giovane, equivocando i consigli impartitigli dalla madre prima della partenza, strappa con la violenza un bacio e dei gioielli: il marito della dama crederà la moglie colpevole dell'accaduto e le infliggerà varie punizioni per questo.

Il secondo incontro è con Sigune che piange l'amante morto: dopo una breve conversazione, la ragazza lo riconosce e gli dice «tu ti chiami Parsifal, e il tuo nome significa "che irrompe dritto in mezzo": infatti, a tua madre, per quanto è stata fedele, il grande amore ha scavato il solco di una piaga in mezzo al petto».
Sarà infine un avido pescatore a guidare il ragazzo fino a Nantes.

Alle porte del palazzo, Parsifal vede l'armatura del Cavaliere Rosso e se ne invaghisce: il cavaliere è Ither di Gaheviez, re del Kukumerlant e nipote di Uterpendragon, quindi imparentato con Parsifal (nel romanzo quasi tutti i protagonisti sono imparentati, e ogni conflitto è un rischio di fratricidio).

Quando "il matto" fa il suo ingresso a corte viene coperto di ridicolo, ma è comunque ammirato per la sua bellezza, e in lui molti riconoscono un eletto quando vedono Lady Cunneware scoppiare a ridere. La dama aveva fatto voto che non avrebbe più riso finché non avesse incontrato l'uomo destinato alla vittoria: e la sua risata fragorosa che scoppia alla vista è un presagio per i cortigiani.
L'invidioso cavaliere Keie offende la damigella per le sue risa e Parsifal vendica l'offesa vincendo Keie a duello; l'astioso cavaliere convince allora Artù a far sfidare Parsifal contro Ither, nella speranza di liberarsi di entrambi: Parsifal trafigge e uccide Ither con lo spiedo, e con l'aiuto di un paggio si impossessa dei suoi armamenti e parte alla ventura. Senza saperlo egli commette così il primo delitto, e la sua elezione viene macchiata da un peccato che lo condanna inizialmente al fallimento della missione a cui è destinato.
Parsifal giunge a un castello retto da Gurnemanz, il quale lo accoglie amichevolmente e decide di educarlo ed istruirlo nell'arte della cavalleria, con la segreta speranza di dargli in sposa la figlia. Ma alla fine
Parsifal, divenuto provetto cavaliere, rifiuta la mano della dama e decide di riprendere il viaggio.
Finisce l'iniziazione che trasforma l'idiota nel Cavaliere Rosso, pseudonimo che gli rimarrà per sempre addosso ricordandogli l'inconsapevole fratricidio perpetrato a Nantes.

### Libro IV

#### La corte di Condwiramurs
Le peregrinazioni conducono Parsifal dalla giovane regina Condwiramurs, che egli incontra nella città di Pelrapeire, assediata e ridotta alla fame da Clamide che rivendicava la mano della regina. Parsifal viene accolto a corte, e la notte incontra segretamente la regina che lo implora di aiutarla, ma per ignoranza delle cose dell'amore rimane con lei in totale castità. Accade così che Parsifal vince Clamide e il suo siniscalco Kingrun, costringendoli alla resa.

I nemici sconfitti vengono costretti da Parsifal alla corte di Artù, e fare atto di resa a Cunneware de Lalant.
Dopo qualche tempo trascorso con la sposa, Parsifal decide di andare in cerca della madre.

### Libro V

#### Il castello di Munsalvaesche, ovvero il castello del Graal
Parsifal si lascia guidare dal cavallo e giunge al lago Brumbane, dove si imbatte in un peschereccio ormeggiato sulle sponde: a bordo vi è un uomo dalle vesti sfarzose come se fosse il re del mondo intero, ma dall'aspetto profondamente corrucciato. Parsifal chiede asilo al pescatore e questi lo conduce al proprio castello dove viene accolto con tutti gli onori, e introdotto ad una sfarzosa cerimonia.

L'eroe è giunto, senza saperlo, al castello del Graal (o di Munsalvaesche, "monte selvaggio" o "monte della Salvezza"), ospite del Re Pescatore Anfortas, il quale soffre per una terribile ferita a causa della quale non riesce né a cavalcare, né a camminare, né a stare in piedi, né a sdraiarsi. Egli trascorre i suoi giorni patendo atrocemente, in attesa che un cavaliere possa salvarlo: il cavaliere prescelto deve semplicemente chiedere al sovrano il motivo del suo patimento per liberarlo dal suo male. Parsifal nota la triste sofferenza del sovrano, ma non conosce questa storia, e seppur fortemente tentato di porre al re la domanda, credendo di usare scortesia secondo il codice cavalleresco appreso da Gurnemanz, decide di tacere.
Anfortas fa di tutto per non ostentare la sofferenza: le vesti sfarzose, l'atmosfera pomposa delle sale del castello, gli aromi di aloe che diffondo la loro fragranza per coprire il fetore della ferita. Tuttavia il re offre a Parsifal degli spunti, che l'eroe non riesce però a cogliere. La cameriera Repanse de Schoie accoglie Parsifal nella sala porgendogli un mantello, egli siede presso il camino e assiste a scene meravigliose delle quali però non coglie il significato. Prima entra un paggio con una spada (o una lancia) insanguinata, alla cui vista tutti piangono e gridano per lo sconforto. Dopodiché inizia un corteo di ventiquattro dame e inservienti che portando lumiere, una mensa preziosa e coltelli d'argento, apparecchiano per la cena, e per ultima viene la vergine Repanse de Schoie, con reca sopra un drappo verde il Graal: un vassoio che elargisce qualsiasi cibo o bevanda di cui si possa fare il nome.
Anfortas dona a Parsifal anche la sua spada per sollecitarne la fatidica domanda, ma l'eroe temendo di contravvenire alle regole della cortesia resta al fine muto. Al termine del servizio del Graal, viene accompagnato ad una stanza da letto, dove passa una notte inquieta, tra presagi di futuri dolori. Il mattino seguente si aggira per il castello immerso nel silenzio, senza incontrare nessuno. L'eroe segue delle impronte credendole dei cortigiani, ma poi le perde e si trova a vagare di nuovo senza meta. Sul ponte levatoio uno scudiero lo apostrofa aspramente, così che egli diviene vagamente consapevole di una qualche sua colpa.
Finché si imbatte di nuovo in Sigune che tiene tra le braccia il corpo del suo cavaliere: la dama, comprendendo che Parsifal durante la visita al castello ha fallito la sua missione di redenzione del re, quindi lo maledice e lo scaccia via.

### Libro VI

#### Rivelazione delle colpe di Parsifal
Dopo l'ultimo incontro con Sigune, Parsifal acquisisce consapevolezza delle sue colpe, e riprende a vagare.
Incontra ancora la signora Jeschute, punita dal marito perché creduta adultera a causa delle azioni di Parsifal (vedi libro III), essa procede in lacere vesti su un misero ronzino; Parsifal sfida e vince Orilus in tenzone, per riscattare l'onore della dama che egli aveva offeso. I tre si recano dall'eremita di Trevrizent, davanti al quale Parsifal giura sull'innocenza della donna riappacificando gli sposi. Poi costringe il vinto Orilus a presentarsi con la resa a Cunneware de Lalant, alla corte di Artù.
Nel frattempo Artù e la corte sono in viaggio alla ricerca del Cavaliere Rosso, che gli aveva inviato i nemici sconfitti, per invitarlo ad entrare nella congrega della Tavola Rotonda. Artù monta il campo sulle rive del fiume Plimizoel presso il quale si trovava anche Parsifal, e proibisce ai suoi uomini di fare battaglia per evitare scontri con i templari del vicino castello del Graal.

Nella notte cade una fitta coltre di neve fuori stagione (la spiegazione di questa stranezza viene data nel IX libro) e sulla neve cadono tre gocce di sangue di un'oca selvatica ghermita da un falcone di Artù: il rosso sul bianco immacolato suscita in Parsifal il ricordo della sposa, e il guerriero rimane assorto come in sogno nei pressi dell'accampamento di Artù. Ma uno scudiero di Cunneware avvista il cavaliere in armi, e scambiandolo per un malintenzionato, Segramors e Keie lo aggrediscono. Parsifal li sconfigge entrambi, poi ripiomba nel suo stordimento. Per terzo gli si fa incontro Gawan che coprendo con un drappo il sangue spezza l'ipnosi amorosa di Parsifal, evitando il duello e riconoscendo così il Cavaliere Rosso. Quindi l'eroe viene condotto all'accampamento e si prepara la solenne ammissione del cavaliere alla Tavola Rotonda.
Ma al colmo del tripudio della cerimonia irrompe nella corte una mostruosa creatura: è Cundrie la Sorcière, che maledice e svergogna Parsifal, accusandolo di aver mancato di carità verso il triste signore del castello di Munsalvaesche (ovvero Anforas, re del Graal), rivelandolo indegno. Lo informa in questa occasione anche dell'esistenza del fratellastro Feirefiz, e gli rivela le sue origini in modo che tutta la corte sappia che è il figlio del famoso cavaliere Gahmuret.
Cundrie racconta poi a tutta la corte dei prodigi di Schastel Marveile (il castello incantato), dove Clingschor tiene prigioniere quattro regine (le due sorelle, la madre e la nonna di Gawan) e quattrocento dame. Invitando gli uomini di Artù ad intraprendere l'impresa della loro liberazione.
Subito dopo appare Kingrimursel, un cavaliere sconosciuto che sfida Gawan a duello, accusandolo ingiustamente dell'omicidio del suo signore Kingrisin. L'appuntamento per il duello è dopo quaranta giorni a Schanpfanzun, alla corte di Vergulaht, figlio del re assassinato.
I due più alti rappresentanti della consorteria di Artù sono quindi costretti a partire: Parsifal deve mettersi alla ricerca del Graal; Gawan deve affrontare il duello giudiziale e discolparsi della calunnia. Di qui in poi il Cavaliere Rosso (del quale da Cundrie la corte ha appreso l'identità) prende coscienza della grave colpa perpetrata al castello di Munsalvaesche, e diventerà "l'Empio", apparendo sporadicamente sullo sfondo delle avventure di Gawan, guidato solo dalla frenesia di combattere.

### Libro VII

#### Il viaggio di Gawan
Gawan, viaggiando in incognito verso Schanpfanzun per il duello, si trova coinvolto nella difesa della città di Bearosche, dove un innocente vassallo è vittima delle prepotenze di un giovane sovrano (una tipologia di evento ricorrente nella Germania dell'epoca): l'esercito di re Meljanz di Liz, con l'aiuto di Poydiconjunz di Gors col figlio Meljahcanz e del duca Astor di Lanverunz, stava assediando il castello del feudatario Lyppaut, a causa del rifiuto della proposta amorosa fatta alla di lui figlia Obie.
Le figlie di Lyppaut vedono Gawan dall'alto del castello: Obie lo pregiudica come un vile mercante, mentre Obilot vede in lui un valoroso cavaliere e, dopo che il cavaliere viene ammesso nel castello, gli dona come amuleto una manica del suo nuovo vestito, che Gawan affigge al suo scudo. L'eroe scende infine in battaglia e fa prigioniero il re Meljanz.

Nel frattempo all'insaputa di Gawan, il Cavaliere Rosso combatte nelle file dell'esercito assediante, e cattura alcuni prigionieri (Schirniel di Lirivoyn, il re di Avendroyn e il duca Marangliez) che invia al castello in cambio del riscatto del re Meljanz. Ma nel frattempo, il re assediante e il feudatario Lyppaut con le figlie si riconciliano; l'assedio termina e Gawan può ripartire.

### Libro VIII

#### Il duello di Gawan
Gawan giunge nella terra di Ascalona, alla città di Schanpfanzun (luogo convenuto per il duello con Kingrimursel), e viene ospitato nel castello del sovrano Vergulath, figlio del re ucciso, che inizialmente non riconosce in Gawan il presunto assassino. Qui incontra Antikonie la sorella del re e i due si innamorano, ma vengono sorpresi da un vecchio cavaliere che riconosce in Gawan il presunto assassino del vecchio re, e tutto il castello si scaglia contro i due, che si rifugiano assediati su una torre.
Quando Kingrimursel viene a sapere della vicenda, ricordandosi della tregua di quaranta giorni concessa a Gawan prima del duello, si schiera a favore di Gawan. Per questo si accende un'aspra discussione con Liddamus, un altro vassallo del re, per placare la quale, il sovrano Vergulaht decide di graziare Gawan a un patto. Vergulath racconta di essere una volta stato sconfitto a duello da un Cavaliere Rosso (in cui il lettore riconoscerà Parsifal), e di essere stato costretto da lui ad andare alla ricerca del Graal oppure di presentarsi prigioniero alla regina di Pelrapeire (ovvero Condwiramurs, sposa di Parsifal). Il re concede quindi a Gawan la grazia, purché il cavaliere parta alla ricerca del Graal in sua vece.

### Libro IX

#### La ricerca del Graal
Al principio del libro IX riguadagna la scena il Narratore, che invoca "Donna Avventura" (musa della materia romanzesca) perché si insedi nel suo cuore per dettargli il seguito della storia di Parsifal, che nel corso del libro IX ha una serie di incontri allegorici che rappresentano i gradi della presa di coscienza etica, teologica e sapienziale.
Per un periodo indeterminato che il protagonista non è in grado di calcolare (prima che l'eremita gli dia cognizione del tempo liturgico), Parsifal erra a cavallo senza altro scopo che combattere. A un certo punto si imbatte in un eremo murato dove una monaca trascorre la vita in penitenza: è il terzo incontro con Sigune, che ha trasformato il sepolcro dell'amato in una cella eremitica. Quando Parsifal le comunica lo sconforto per la perdita del Graal la cugina, ora non più indignata ma soccorrevole, lo invita a mettersi sulle tracce di Cundrie.

Parsifal ascolta il consiglio, ma non esiste una strada già battuta che possa condurre a Munsalvaesche, e l'eroe perde le tracce di Cundrie.
Di nuovo senza un percorso da seguire, Parsifal si scontra con un cavaliere templare del castello di Munsalvaesche, un guerriero votato alla difesa del Graal (è da questo episodio che nasce il binomio Graal-Templari). Parsifal lo vince e si impossessa del suo cavallo per continuare il viaggio.
Alla tappa successiva si imbatte in una processione di pellegrini che celebrano i riti della Settimana Santa e lo indirizzano verso la meta definitiva del libro: essi sono un canuto cavaliere, accompagnato dalla moglie e dalle figlie, che ogni anno, nel giorno del Venerdì Santo, intraprende un pio pellegrinaggio in visita all'eremo di Trevrizent. Il vecchio cavaliere consiglia anche a Parsifal di visitare l'eremita e di fare penitenza, ma Parsifal si congeda da loro e abbandona le briglie del cavallo, come a lasciare alla Provvidenza la scelta del suo cammino.

#### La storia del Graal
Parsifal giunge così proprio presso l'eremita Trevrizent che lo accoglie benevolmente e lo rifocilla come può.
L'incontro è decisivo per la conversione dell'eroe. A questo punto il Narratore prende la parola, per rivelarci finalmente la storia segreta del Graal, che è storia della sapienza intorno al Graal, dall'Oriente del pagano Flegetanis, all'Occidente delle cronache d'Angiò interpretate da Kiot.
L'eremita racconta anche la storia della ferita di Anfortas e gli inutili tentativi fatti per risanarlo. Anfortas aveva disobbedito alle leggi del Graal, cercando amori impuri e per questo gli era stata inflitta una punizione divina: ai cavalieri che vivono a Munsalvaesche è proibito godere di amori terreni, solo il re del Gral può avere una moglie, designata da Dio; ma Anfortas aveva tentato di scavalcare questa regola amando una dama di nome Orgeluse, per la quale battendosi in una giostra era rimasto ferito ai genitali da una lancia avvelenata.
Il re tornò al castello con il ferro avvelenato ancora nella carne, il dottore riuscì ad estrarla, e a trasformarla in un palliativo per il dolore: la lancia messa vicino alla ferita allontana il gelo dal corpo cristallizzandosi essa stessa; il ghiaccio di cui si incrosta deve poi essere raschiato via con dei coltelli d'argento forgiati secondo una formula magica scritta sulla spada di Anfortas. Trevrizent racconta anche i tentativi fatti per guarire Anfortas: ad esempio le erbe medicinali dei fiumi che scendono dal paradiso (Gihon, Pison, Eufrate e Tigri), la cura presso le acque del lago Brumbane che avrebbero alleviato la sofferenza e depurato il fetore della ferita, le vesti calde e il giaciglio vicino al fuoco del camino; ma visto che la scienza medica aveva fallito, gli uomini del Graal intrapresero la ricerca del Pellicano e dell'Unicorno viaggiando in tutto il mondo, sulle tracce di Alessandro Magno e di Enea nell'Averno. Ma nulla valse a guarire il re, e ai cavalieri del castello non restò che pregare Dio, e così ottennero che Anfortas sarebbe rimasto vivo guardando le gemme incastonate nel Graal, ma soffrendo atrocemente. Il dolore era controllato dal corso degli astri e nell'imminenza della prima visita di Parzival a Munsalvaesche, l'ascesa di Saturno riacutizzava la sofferenza e faceva nevicare a fine estate.

#### La conversione di Parsifal
Trevrizent rivedeva in Parsifal le passioni sfrenate e le intemperanze di Anforas, quindi aveva voluto raccontare all'eroe queste storie onde ravvisarlo sulle conseguenze dei comportamenti arroganti. Dall'eremita, Parsifal viene quindi a conoscenza anche delle colpe di cui si è macchiato uccidendo Ither, suo parente, e causando la morte della propria madre abbandonata.
Saputo poi dell'infelice visita di Parsifal al castello del Graal, lo riconforta a sperare in Dio e lo ammaestra nella dottrina di Cristo, assolvendolo dei suoi peccati. Gli spiega quanto non è stato in grado di comprendere a Munsalvaesche, gliene racconta le implicazioni astrali (e la ragione della strana nevicata del libro VI), e gli illustra le leggi che regolano la comunità, attraverso l'esempio negativo di Anfortas; sostenendo alla fine che le virtù della cavalleria non sono in grado di conquistare il Graal.
Dopo quindici giorni di permanenza presso Trevrizent, un Parsifal rinnovato riparte alla ricerca del Graal.

### Libro X-XIII

#### Le vicende di Gawan e Orgeluse
I quattro libri successivi, dal X al XIII, si occupano nuovamente di Galvano, in una girandola di avventure che hanno il loro centro nella storia con Orgeluse de Logrois, dark lady progressivamente riscattata dal solito supplemento d'informazione, che la collega alla disgrazia di Anfortas e all'Oriente di Feirefiz.
Gawan giunge a Logroys, dove incontra Orgeluse e se ne innamora. La superba duchessa cerca con lo scherno e le ripulse di allontanare da sé le attenzioni del cavaliere, che indefesso insiste nel corteggiamento. La dama inizia infine a seguire Gawan, e lo mette più volte alla prova l'eroe.
Gawan cogliere un'erba medicinale per guarire un cavaliere ferito che aveva soccorso lungo la strada per Logroys, e insieme a Orgeluse tornano a soccorrere lo sventurato. Lungo la strada si imbattono anche in Malcreatiure, fratello di Cundrie la Sorciere, che offende l'eroe ma ne viene punito. Orgeluse e Gawan giungono finalmente dal cavaliere ferito, che risulta essere Urians, un cavaliere di Artù, che però ringrazia le cure di Gawan rapendogli il cavallo e fuggendo: a Gawan non rimane che montare, sempre sotto gli scherni della duchessa, il magro ronzino di Malcreatiure. Giunti al fiume, Orgeluse si fa trasportare all'altra sponda, mentre Gawan affronta un duello con Lischoys Gwelljus, lo vince e lo consegna al traghettatore Plippalinot; l'eroe ritorna così in possesso del suo cavallo Gringuljete. Accettano poi l'ospitalità del traghettatore Plippalinot della figlia Bene.

#### L'avventura nel castello delle Meraviglie (XI)

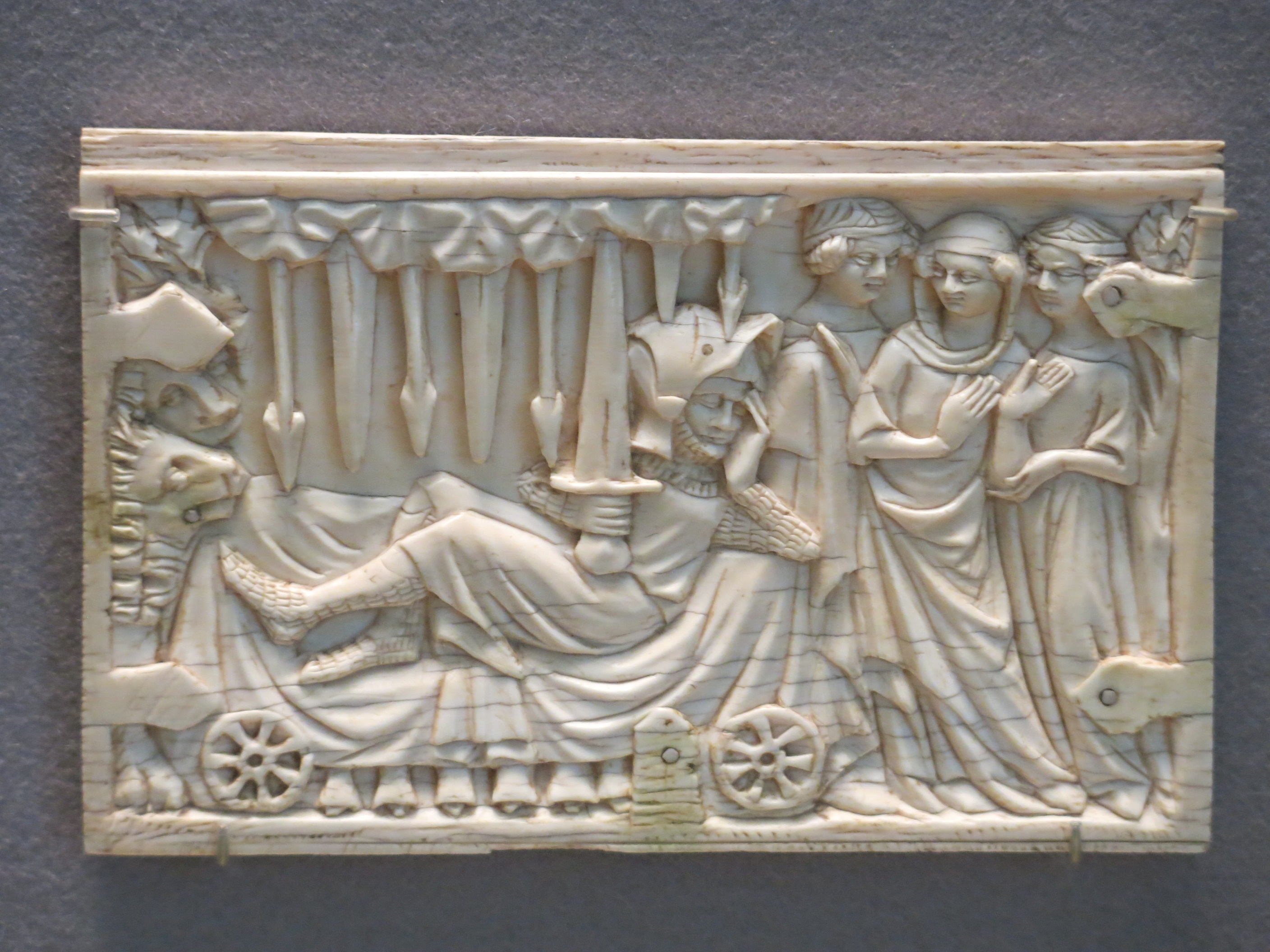
Gawan sul lit périlleux, pannello di confanetto conservato al Museo del Louvre.

Il giorno seguente Gawan nota delle dame affacciate alle finestre di un vicino castello e chiede a Bene informazioni, ma la fanciulla, nel timore che egli voglia affrontare una pericolosa avventura, piangendo si rifiuta di dargli spiegazioni. Alla fine Gawan riesce, dopo molte insistenza, a sapere da Plippalinot la storia: si tratta di Schastel Marveile (il castello delle Meraviglie) dove sono tenute prigioniere quattro regine e cinquecento dame. Per liberare le regine e le dame tenute in cattività, Gawan dovrà superare delle prove piene di oggetti magici e fiabeschi. Gawan non esita: armato ed ammaestrato dai consigli del buon Plippalinot, si avvicina al castello; lascia il cavallo ad un mercante presso l'ingresso ed entra nella stanza del letto meraviglioso (lit périlleux nel romanzo di Chrétien de Troyes) che, fornito di ruote, corre e gira vorticosamente su un pavimento scivoloso: l'eroe deve riuscire a salirvi sopra e a rimanervi saldo; appena riesce a saltare sul letto gli vengono scagliate contro pietre e frecce dalle quali si difende con lo scudo e l'armatura; infine appena sembra tornata la calma, entra nella stanza un minaccioso villano che gli preannuncia una prova ancora più pericolosa: si tratta della lotta contro un leone, che Gawan riesce faticosamente ad uccidere, dopodiché, spossato e ferito, cade privo di sensi sul pavimento, ma la vecchia regina Arnive, prigioniera nel castello, gli manda due ancelle in soccorso, e provvede poi ella stessa a curare convenientemente l'eroe. Gawan supera così tutte le prove e riesce a riscattare i prigionieri e diventare signore del castello.

#### Il bosco di re Gramoflanz
Gawan, insonne, si leva dal letto per esplorare il castello: salendo alla torre di vedetta, trova una colonna meravigliosa che rispecchia tutto ciò che avviene nel raggio di sei miglia all'intorno. In essa egli scorge Orgeluse e un cavaliere, Florant d'Itolac, che le si fa incontro: subito si arma, scende contro al cavaliere e lo vince. Ma Orgeluse non gli risparmia i suoi scherni, anzi lo mette ancora alla prova: come promessa d'amore Gawan deve portarle una corona di fronde da un albero del bosco custodito da re Gramoflanz.
L'eroe giunge nei pressi di un guado sull'impetuoso fiume Sabbins dove incontra un cavaliere che gli dice che tutti coloro che avevano cercato di attraversare il guado erano annegati. Il cavaliere si offre di accompagnare Gawan ad un ponte, ma l'eroe, per ottenere le grazie della dama di Logres, decide di saltare il guado col suo cavallo Gringuljete. Fallisce una prima volta, ma poi riesce al secondo tentativo, e raggiunge finalmente il bosco dove raccoglie le fronde dell'albero. Ecco subito apparire re Gramoflanz che dapprima sdegna di combattere contro di lui, ma, poi, appena sa ch'egli è Gawan, figlio di re Lot, colpevole secondo lui di avergli ucciso a tradimento il padre, concorda con l'eroe un duello da combattersi a Joflanz, dove converrà poi anche Artù col seguito di cavalieri e dame.
Gawan ritorna con il trofeo della corona di fronde da Orgeluse, che finalmente scioglie la sua durezza e chiede perdono all'eroe: ella ha voluto soltanto metterlo alla prova e, soprattutto spingerlo contro re Gramoflanz, che le aveva ucciso l'amato Cidegast. Per vendicarne la morte, invano essa aveva assoldato cavalieri ed allettato molti pretendenti al suo amore; invano aveva invitato l'odiato re ad affrontare l'avventura del Castello meraviglioso, alla cui porta aveva messo la preziosa mercanzia di Secundille, a lei donata da Anfortas. Ora Gawan e la duchessa si avviano al castello, dove vengono accolti festosamente. L'eroe spedisce un messaggero ad invitare Artù per il duello che egli dovrà sostenere con re Gramoflanz a Joflanz.
Durante l'incontro tra re Gramoflanz e Gawan, il primo consegna all'eroe un anello e un messaggio d'amore da recapitare alla sorella Itonje. Attraverso il personaggio di Gramoflanz, contro il quale Orgeluse aizza Gawan riducendolo a burattino del "servizio d'amore", Wolfram vuole trattare il tema dello scontro fra consanguinei, la variante più bieca del duello cavalleresco. Scontro tanto più riprovevole quando, come accade tra Galvano e Gramoflanz, è motivato solo dalla vanagloria di dame e cavalieri. In questi ultimi libri, infatti, la critica all'insensatezza delle giostre e dei duelli d'amore si fa esplicita, inscenando lotte tra cugini o fratelli che si affrontano al solo scopo di compiacere l'insulsa vanità di una donna, e di riflesso la propria.

#### La storia del castello delle Meraviglie
Gawan conduce Orgeluse al castello delle meraviglie di cui ora è diventato signore. Durante la sontuosa festa al castello, libera i due campioni della duchessa, Lischoys e Florant, già da lui vinti, e consegna alla sorella Itonje l'anellino ed il messaggio d'amore da parte di re Gramoflanz. Terminata la festa, Gawan e Orgeluse celebrano, in segreto giaciglio, la prima notte d'amore.
La regina Arnive ragguaglia l'eroe sulla storia di Clinschor che, evirato da un marito tradito, per vendicarsi su tutta l'umanità aveva costruito quel castello e relegatevi dame e cavalieri. Ora Gawan, avendo superato l'avventura del letto meraviglioso, sarà il signore del castello e di quella terra.
Alla fine di questa sezione veniamo a conoscere per bocca di Arnive (la madre di Artù, del cui rapimento da parte di un chierico si era fatto cenno già nel II libro) la storia del malvagio signore del castello incantato: Clinschor, nipote del "mago" Virgilio di Napoli e duca della Terra di Lavoro e di Capua, evirato dal re per aver commesso adulterio con la propria regina e divenuto poi negromante.

### Libro XIV

#### Il duello
Quando sta per giungere Artù col suo seguito, decimato per gli assalti subiti da parte degli ignari cavalieri di Orgeluse. Gawan vuole celargli la sua nuova acquistata potenza e invia segretamente il suo maniscalco ad allestire un campo a Joflanz. Poi parte egli stesso ed incontra Artù con un festoso corteo di dame e cavalieri. Giungono anche i cavalieri di Orgeluse. Artù manda quindi i messaggeri ad invitare Gramoflanz al duello.
Ma intanto Gawan, uscito per esercitarsi per l'imminente duello, incontra presso la riva del Sabbins un cavaliere che egli scambia per Gramoflanz e lo assale. Nel momento in cui Gawan sta per essere sopraffatto, giungono i messaggeri di Artù e ne gridano alto il nome. Il cavaliere avversario riconosce allora Gawan nel suo rivale e getta subito la spada costernato: si trattava di Parsifal. Egli vorrebbe ora ottenere da Gawan di combattere in luogo suo il duello stabilito con Gramoflanz per il giorno seguente, ma Gawan si oppone. Il mattino seguente Parsifal segretamente precede Gawan sul campo e riesce a combattere e vincere Gramoflanz, il cui duello con Gawan viene perciò rimandato. Itonje intanto, combattuta tra l'amore per il fratello e l'amore per Gramoflanz, si rivolge a re Artù perché faccia qualcosa per evitare il duello; questi invita Gramoflanz a un incontro e aiutato anche da re Brandelidelin riesce a conciliarlo prima con Gawan, poi addirittura con Orgeluse. Alla gioiosa riconciliazione seguono le nozze di Gramoflanz ed Itonje, di Lischoys e Cundrie, di Sangive e Florant, e infine di Gawan ed Orgeluse.
Parsifal, appartato nella sua tristezza, parte il mattino seguente per ricongiungersi con Condwiramurs.

### Libro XV

#### La ricerca finale del Graal
Parsifal incontra un potente cavaliere pagano, col quale viene a battaglia. Nel drammatico scontro solo il pensiero dei figli e dell'amata sposa salva Parsifal dal soccombere alla forza preponderante dell'avversario, e solo grazie al segno della triuwe (un gesto di lealtà del codice cavalleresco, traducibile dall'alto tedesco moderno proprio con "lealtà" o "sincerità") riesce a indurre l'avversario a graziarlo. Dalle informazioni ricevute da Cundrie la Sorcière, Parsifal riconosce infine il fratellastro Feirefiz, e insieme si recano alla corte di Artù presso il padiglione di Gawan per l'ammissione di Feirefiz alla Tavola Rotonda.
Al culmine della festa, il nuovo e inaspettato arrivo di Cundrie predispone lo scioglimento finale del racconto. Cundrie si fa avanti con le vesti contrassegnate dall'emblema del Graal, la tortora (simbolo di un amore coniugale fedele oltre la morte), già utilizzato al principio dell'opera per segnalare le qualità morali di Belakane, abbandonata da Gahmuret. Parlando in francese, Cundrie annuncia l'apoteosi a cui è destinato Parsifal, offrendo all'eroe (ora riscattato dalle sue colpe) una seconda possibilità: dovrà salire di nuovo a Munsalvaesche e porre al re infermo la domanda salvifica, liberandolo dal male e succedendogli sul trono. Nella spedizione può portare con sé un compagno, e Parsifal sceglie Feirefiz.

### Libro XVI
Nel castello del Graal, al capezzale di Re Anfortas, aleggia una atmosfera dolente, nella contraddizione tra le miserie della carne e lo sfarzo delle cose. La corte di Munsalvaesche tenta ancora di alleviare la putrida ferita di Anfortas con i profumi di tutti gli aromi del mondo e con la cornucopia del Graal intarsiato da tutte le pietre preziose conosciute: ma tutte le scienze della natura, espresse al massimo livello, non possono alcunché contro la condanna divina di Anfortas, per la quale il Cielo ha posto una diversa condizione di riscatto. E proprio il Cielo annuncia con una particolare congiunzione astrale la seconda venuta di Parsifal a Munsalvaesche, il quale giunge al castello con Feirfiz e Cundrie, e inginocchiato davanti al Graal rivolge al re la fatale domanda:
Anfortas guarisce e ringiovanisce immediatamente, e Parsifal viene celebrato come nuovo Re del Graal.
Parsifal può ritorna ora dalla sposa Condwiramurs, incontrandola sul fiume Plimizoel, proprio dove cinque anni prima, smarrito e fuori di sé davanti alle tre gocce di sangue sulla neve, aveva desiderato rivedere la sua famiglia. Nel viaggio verso il castello del Graal, Parsifal e Condwiramurs ritrovano Sigune morta e la seppelliscono accanto all'amato; incontrano anche Trevrizent, che rallegrandosi per il compimento della missione fa a Parsifal una sconcertante rivelazione: «Non è mai accaduto un miracolo più grande: con rabbiosa ostinazione, siete riuscito a ottenere che l'infinita Trinità di Dio si facesse garante della vostra volontà. Io, per tenervene lontano, avevo cercato astutamente di mentirvi su come stessero le cose riguardo al Graal».
Infine Feirefiz riceve il battesimo cristiano e sposa Repanse de Schoie.

### Epilogo
A questa complessissima vicenda, in cui Wolfram scardina i limiti consueti della vulgata arturiana, contaminandola con materiali indipendenti di provenienza agiografica o romanzesca, viene aggiunta un'appendice che, col Prete Gianni e Loherangrin, figli rispettivamente di Feirefiz e Parsifal (entrambi estranei alla materia bretone), getta uno sguardo a Oriente e uno a Occidente.
Loherangrin (il cavaliere del cigno), figlio di Parsifal, è destinato ad essere l'erede legittimo al trono del Graal. Loherangrin (la cui leggenda segue il prototipo del mito di Amore e Psiche) sposerà una duchessa del Brabante, a condizione che questa non gli chiedesse mai il suo nome né da dove venisse.
Feirefiz condurrà la sposa con sé nel suo regno dell'India, e i due genereranno il Prete Gianni, che diffonderà il messaggio evangelico in oriente.

## Personaggi
- Anfortas (o Amfortas): re del Castello del Graal (equivalente del Re Pescatore nel poema di Chrétien de Troyes); è anche zio di Parsifal.
- Arnive: madre di Re Artù e di Sangive.
- Baldac: Califfo di Baghdad, servito da Gahmuret.
- Belakane: regina di Zazamanc; prima sposa di Gahmuret, poi abbandonata; madre di Feirefiz.
- Clamide: re pretendente alla mano della regina Condwiramurs, assedia la città per ottenerne la mano, ma viene vinto da Parsifal; sposa infine Lady Cunneware.
- Clinschor: signore del castello incantato.
- Condwiramurs: regina del regno di Brobarz, sposa di Parsifal (Blancheflor in Chrétien de Troyes).
- Cundrie la Sorcière (viene appellata come "la strega" per via del suo aspetto, ma non possiede poteri magici): è descritta di aspetto orribile (denti di cinghiale, naso di cane, orecchie di orso, lunghi capelli neri irsuti), ma vestita secondo la moda francese dell'epoca, e soprattutto detentrice di una conoscenza sterminata; è la messaggera del re del Graal.
- Cundrie: sorella di Gawan, rapita nel castello di Clinschor, insieme con la sorelle Itonje, la madre Sangive e la nonna Arnive.
- Cunneware de Lalant: damigella della corte di Re Artù, alla quale tutti i nemici vinti da Parsifal devo presentare atto di resa; sposa infine Clamide. È la sorella di Orilus e Lahelin.
- Feirefiz: figlio di Gahmuret e Belakane, fratellastro di Parsifal (nome composto dal francese antico "vair fiz", "figlio pezzato").[2]
- Frimutel: nonno di Parsifal; padre di Anfortas, Trevrizent, Schoysiane, Herzeloide.
- Gahmuret: secondogenito del re Gandin d'Angiò, è il padre di Parsifal.
- Gawan (o Gawan, italianizzato Galvano): co-protagonista, figlio del re Lot e della regina Sangive, regnanti di Norvegia; nipote del re Artù.
- Gramoflanz: pretendente alla mano di Itonje, sorella di Gawan; questi sfida Gawan a duello.
- Gringuljete: cavallo di Gawan.
- Gurnemanz: precettore di Parsifal, che impartisce all'eroe l'educazione cortese presso la corte di Re Artù
- Herzeloide: regina gallese, madre di Parsifal.
- Ither di Gaheviez: re del Kukumerlant, riveste il ruolo del Cavaliere Rosso.
- Jeschute: sposa del duca Orilus.
- Keie: astioso cavaliere della corte di Artù.
- Kingrimursel: cavaliere al servizio del re Kingrisin di Schanpfanzun, che sfida a duello Gawan accusandolo ingiustamente dell'assassinio del suo re.
- Lahelin: cavaliere fratello di Orilus e Cunneware, mai apparso direttamente ma citato più volte.
- Loherangrin: figlio primogenito di Parsifal e Condwiramurs.
- Malcreatiure: fratello di Cundrie "la Sorcière".
- Orgeluse de Logrois (in Chrétien de Troyes è l'anonima "arrogante dama di Logrois", viene ribattezzata da Wolfram basandosi sull'antico francese "orguilleuse"):[3] sposa di Gawan.
- Orilus (l'Orguelleus di Chrétien): duca di Lalander, marito di Jeschute e fratello di Cunneware e Lahelin.
- Parsifal (ant. alto-ted. Parzival, fr. Perceval): protagonista
- Repanse de Schoie: cameriera del castello del Graal; sposa infine di Feirefiz.
- Sangive: sorella di Re Artù e madre di Gawan.
- Secundille: regina indiana che dona ad Anfortas, re del Graal, le due creature mostruose Cundrie e Malcreatiure.
- Sigune: dama che tiene tra le braccia il cadavere del suo uomo ucciso, poi monaca eremita, essa è la cugina di Parsifal e rivela all'eroe alcune importanti verità.
- Trevrizent: eremita che accoglie Parsifal (di cui è zio) dopo la manifestazione delle sue colpe e lo indirizza sulla strada per portare a compimento la missione a cui era destinato.

### Genealogia di Parsifal
|                  |                  |                  |                  |                  |                  |              |              |              |              |          |          |          |          |         |         | Titurel  |          |          |          |            |            |            |            |              |              |              |              |              |              |            |            |            |            |        |        |          |          |          |          |          |          |  |  |  |  |            |            |            |            |            |            |        |        |                    |                    |                    |                    |                    |                    |
|                  |                  |                  |                  |                  |                  |              |              |              |              |          |          |          |          |         |         |          |          |          |          |            |            |            |            |              |              |              |              |              |              |            |            |            |            |        |        |          |          |          |          |          |          |  |  |  |  |            |            |            |            |            |            |        |        |                    |                    |                    |                    |                    |                    |
|                  |                  |                  |                  |                  |                  |              |              |              |              |          |          |          |          |         |         |          |          |          |          |            |            |            |            |              |              |              |              |              |              |            |            |            |            |        |        |          |          |          |          |          |          |  |  |  |  |            |            |            |            |            |            |        |        |                    |                    |                    |                    |                    |                    |
|                  |                  |                  |                  |                  |                  |              |              | Frimutel     | Frimutel     | Frimutel | Frimutel | Frimutel | Frimutel |         |         |          |          |          |          |            |            |            |            | Rischoyde    | Rischoyde    | Rischoyde    | Rischoyde    | Rischoyde    | Rischoyde    |            |            | Kaylet     | Kaylet     | Kaylet | Kaylet | Kaylet   | Kaylet   |          |          |          |          |  |  |  |  |            |            |            |            |            |            |        |        |                    |                    |                    |                    |                    |                    |
|                  |                  |                  |                  |                  |                  |              |              | Frimutel     | Frimutel     | Frimutel | Frimutel | Frimutel | Frimutel |         |         |          |          |          |          |            |            |            |            | Rischoyde    | Rischoyde    | Rischoyde    | Rischoyde    | Rischoyde    | Rischoyde    |            |            | Kaylet     | Kaylet     | Kaylet | Kaylet | Kaylet   | Kaylet   |          |          |          |          |  |  |  |  |            |            |            |            |            |            |        |        |                    |                    |                    |                    |                    |                    |
|                  |                  |                  |                  |                  |                  |              |              |              |              |          |          |          |          |         |         |          |          |          |          |            |            |            |            |              |              |              |              |              |              |            |            |            |            |        |        |          |          |          |          |          |          |  |  |  |  |            |            |            |            |            |            |        |        |                    |                    |                    |                    |                    |                    |
|                  |                  |                  |                  |                  |                  |              |              |              |              |          |          |          |          |         |         |          |          |          |          |            |            |            |            |              |              |              |              |              |              |            |            |            |            |        |        |          |          |          |          |          |          |  |  |  |  |            |            |            |            |            |            |        |        |                    |                    |                    |                    |                    |                    |
|                  |                  |                  |                  | Belakane         | Belakane         | Belakane     | Belakane     | Belakane     | Belakane     |          |          | Gamuret  | Gamuret  | Gamuret | Gamuret | Gamuret  | Gamuret  |          |          | Herzeloide | Herzeloide | Herzeloide | Herzeloide | Herzeloide   | Herzeloide   |              |              | Trevrizent   | Trevrizent   | Trevrizent | Trevrizent | Trevrizent | Trevrizent |        |        | Anfortas | Anfortas | Anfortas | Anfortas | Anfortas | Anfortas |  |  |  |  | Schoysiane | Schoysiane | Schoysiane | Schoysiane | Schoysiane | Schoysiane |        |        | Kyot de Katelangen | Kyot de Katelangen | Kyot de Katelangen | Kyot de Katelangen | Kyot de Katelangen | Kyot de Katelangen |
|                  |                  |                  |                  | Belakane         | Belakane         | Belakane     | Belakane     | Belakane     | Belakane     |          |          | Gamuret  | Gamuret  | Gamuret | Gamuret | Gamuret  | Gamuret  |          |          | Herzeloide | Herzeloide | Herzeloide | Herzeloide | Herzeloide   | Herzeloide   |              |              | Trevrizent   | Trevrizent   | Trevrizent | Trevrizent | Trevrizent | Trevrizent |        |        | Anfortas | Anfortas | Anfortas | Anfortas | Anfortas | Anfortas |  |  |  |  | Schoysiane | Schoysiane | Schoysiane | Schoysiane | Schoysiane | Schoysiane |        |        | Kyot de Katelangen | Kyot de Katelangen | Kyot de Katelangen | Kyot de Katelangen | Kyot de Katelangen | Kyot de Katelangen |
|                  |                  |                  |                  |                  |                  |              |              |              |              |          |          |          |          |         |         |          |          |          |          |            |            |            |            |              |              |              |              |              |              |            |            |            |            |        |        |          |          |          |          |          |          |  |  |  |  |            |            |            |            |            |            |        |        |                    |                    |                    |                    |                    |                    |
| Repans de Schoye | Repans de Schoye | Repans de Schoye | Repans de Schoye | Repans de Schoye | Repans de Schoye |              |              | Feirefiz     | Feirefiz     | Feirefiz | Feirefiz | Feirefiz | Feirefiz |         |         | Parsifal | Parsifal | Parsifal | Parsifal | Parsifal   | Parsifal   |            |            | Condwiramurs | Condwiramurs | Condwiramurs | Condwiramurs | Condwiramurs | Condwiramurs |            |            |            |            |        |        |          |          |          |          |          |          |  |  |  |  |            |            | Sigune     | Sigune     | Sigune     | Sigune     | Sigune | Sigune |                    |                    |                    |                    |                    |                    |
| Repans de Schoye | Repans de Schoye | Repans de Schoye | Repans de Schoye | Repans de Schoye | Repans de Schoye |              |              | Feirefiz     | Feirefiz     | Feirefiz | Feirefiz | Feirefiz | Feirefiz |         |         | Parsifal | Parsifal | Parsifal | Parsifal | Parsifal   | Parsifal   |            |            | Condwiramurs | Condwiramurs | Condwiramurs | Condwiramurs | Condwiramurs | Condwiramurs |            |            |            |            |        |        |          |          |          |          |          |          |  |  |  |  |            |            | Sigune     | Sigune     | Sigune     | Sigune     | Sigune | Sigune |                    |                    |                    |                    |                    |                    |
|                  |                  |                  |                  |                  |                  |              |              |              |              |          |          |          |          |         |         |          |          |          |          |            |            |            |            |              |              |              |              |              |              |            |            |            |            |        |        |          |          |          |          |          |          |  |  |  |  |            |            |            |            |            |            |        |        |                    |                    |                    |                    |                    |                    |
|                  |                  |                  |                  |                  |                  |              |              |              |              |          |          |          |          |         |         |          |          |          |          |            |            |            |            |              |              |              |              |              |              |            |            |            |            |        |        |          |          |          |          |          |          |  |  |  |  |            |            |            |            |            |            |        |        |                    |                    |                    |                    |                    |                    |
|                  |                  |                  |                  | Prete Gianni     | Prete Gianni     | Prete Gianni | Prete Gianni | Prete Gianni | Prete Gianni |          |          |          |          |         |         | Kardeiz  | Kardeiz  | Kardeiz  | Kardeiz  | Kardeiz    | Kardeiz    |            |            | Loherangrin  | Loherangrin  | Loherangrin  | Loherangrin  | Loherangrin  | Loherangrin  |            |            |            |            |        |        |          |          |          |          |          |          |  |  |  |  |            |            |            |            |            |            |        |        |                    |                    |                    |                    |                    |                    |

## Luoghi
- Brumbane, lago: lago presso il castello del Graal dove Parsifal incontra Anfortas
- Logrois: è il regno di Orgeluse, confinante con le Terre Marveile
- Munsalvaesche: castello del Re del Graal; luogo fisicamente inaccessibile e raggiungibile solo dagli eletti
- Nantes: città dove è stanziata la corte di Re Artù
- Pelrapeire: città della regina Condwiramurs
- Soltane, bosco di: bosco dove Herzeloide nasconde nell'infanzia il figlio Parsifal per tenerlo lontano dalla cavalleria
- Terre Marveile: regione soggiogata da Clinschor dove egli erige il suo castello, identificato con il castello di Caltabellotta in Sicilia.

## Anfortas e Clinschor, il castello del Graal e il castello delle meraviglie
Le figure di Anfortas e Clinschor hanno tra loro un rapporto simmetrico: entrambi, per una colpa della carne, sono stati feriti nella carne, condannando i loro sudditi all'infelicità. Clinschor costringe i propri prigionieri a una forzosa impotentia coeundi, infliggendo una rigida segregazione tra i sessi: perciò Galvano concluderà l'opera di liberazione con quattro matrimoni (incluso il proprio con Orgeluse). Le simmetrie non finiscono qui: sia Parsifal che Gawan liberano un gruppo di consanguinei che non conoscono come tali. Inoltre, c'è un collegamento fra le figure e i campi dell'azione, una relazione inclusiva tra spazio e personaggi, perciò l'accesso a entrambi i castelli maledetti è consentito al loro liberatore e interdetto al suo contraltare: Galvano non sale mai a Munsalvaesche e Parsifal non può mai salire a Schastel Marveile, perché i luoghi del romanzo (reali o fittizi) sono portatori di senso e, come sulle mappae mundi le regioni terrestri non sono grandezze topografiche ma ambiti dello svolgersi della storia del mondo, essi sono funzioni dell'azione.

## Edizioni italiane
- Giuseppe Bianchessi (a cura di), Parzival, collana I Grandi Scrittori Stranieri, introduzione di Laura Mancinelli, 2 voll., n. 216, Torino, UTET, 1981  [1957-1971], ISBN 978-88-020-3598-7. Ediz. rist.  Parzival, collana TEAdue, n. 521, Milano, TEA, 1989-1997, ISBN 978-88-781-8168-7.
- Laura Mancinelli (a cura di), Parzival, collana I millenni, traduzione di Cristina Gamba, n. 632, Torino, Giulio Einaudi, 1993, ISBN 978-88-061-3177-7. Ediz. rist.  Parzival, Milano, F.lli Fabbri, 2002.